# Guido Barbarisi
Guido Barbarisi (Roma, 26 gennaio 1889 – Roma, 16 gennaio 1960) è stato un attore e regista italiano, attivo nel teatro e al cinema.

## Biografia
Fa il suo esordio a teatro ai primi del Novecento recitando con Giuseppe Sichel, passando quindi in diverse compagnie negli anni '10 accanto ad Amedeo Chiantoni, Alfredo De Sanctis e Italia Vitaliani. Nel decennio seguente è nella Compagnia del Teatro del Popolo di Sabatino Lopez recitando con Dina Galli. Nel 1930 passò a Milano, al Teatro degli Arcimboldi, dove costituisce una propria formazione, dapprima con Franca Dominici e Mario Siletti, quindi con Dino Falconi. Più tardi passa alla Compagnia Za-Bum diretta da Mario Mattoli dove recita nello spettacolo Wunder Bar.
In seguito diventa direttore nella compagnia di rivista dei fratelli Schwartz e lavora in radio come regista della Compagnia di Prosa dell'EIAR di Roma (Scusate se da sol mi presento, nel 1943, con Giulietta Masina, Nunzio Filogamo e Mario Riva, tra gli altri). Inoltre scrive diverse commedie (tra cui Jenny, raggio di sole), alcune rappresentate da Virgilio Talli. Al cinema recitò in una ventina di film dal 1935 al 1956 come caratterista. Era sposato con Dalma Cionci.

## Filmografia
- Freccia d'oro, regia di Corrado D'Errico e Piero Ballerini (1935)
- Ginevra degli Almieri, regia di Guido Brignone (1935)
- Lorenzino de' Medici, regia di Guido Brignone (1935)
- Il fu Mattia Pascal, regia di Pierre Chenal (1937)
- Chi è più felice di me!, regia di Guido Brignone (1938)
- Chi sei tu?, regia di Gino Valori (1939)
- Due milioni per un sorriso, regia di Carlo Borghesio e Mario Soldati (1939)
- L'eredità in corsa, regia di Oreste Biancoli (1939)
- L'amore si fa così, regia di Carlo Ludovico Bragaglia (1939)
- Piccolo hotel, regia di Piero Ballerini (1939)
- Il ladro sono io!, regia di Flavio Calzavara (1940)
- L'avventura di Annabella, regia di Leo Menardi (1943)
- La vita torna, regia di Pier Luigi Faraldo (1943)
- Vivere ancora, regia di Leo Longanesi e Nino Giannini (1944)
- L'ebreo errante, regia di Goffredo Alessandrini (1948)
- Adamo ed Eva, regia di Mario Mattoli (1949)
- Amor non ho... però... però, regia di Giorgio Bianchi (1951)
- Verginità, regia di Leonardo De Mitri (1951)
- La famiglia Passaguai fa fortuna , regia di Aldo Fabrizi (1951)
- Processo contro ignoti, regia di Guido Brignone (1952)
- Canzone appassionata, regia di Giorgio Simonelli (1954)
- Papà Pacifico, regia di Guido Brignone (1956)
- Beatrice Cenci, regia di Riccardo Freda (1956)

## Prosa radiofonica
- Le voci della radio di Antonio Minnucci, trasmessa il 10 maggio 1935.
- Benedetta fra gli uomini di Gian Capo, regia di Aldo Silvani, trasmessa il 15 marzo 1936.
- La damigella di Bard di Salvator Gotta, regia di Luigi Maggi, trasmessa il 25 novembre 1939.
- Scusate se da sol mi presento di Angelo Migneco, regia di Guido Barbarisi, trasmessa il 20 marzo 1943.